# 2007 في سوريا
فيما يلي قوائم الأحداث التي وقعت خلال عام 2007 في سوريا.

## ظهور
- 1 يناير – لاجئي الراب فرقة هيب هوب.

## أفلام
من الأفلام التي صدرت هذه السنة في سوريا:
- 1 يناير – الهوية

## وفيات

### يناير
- 1 يناير – أحمد فؤاد شنيب (مواليد 1923)

### فبراير
- 21 فبراير – إغناطيوس أنطونيوس الثاني حايك (مواليد 1910) كهنوت سوري.

### مارس
- 21 مارس – إلفة الإدلبي (مواليد 1912) روائية سورية.

### أبريل
- 23 أبريل – زهير مشارقة (مواليد 1938) سياسي سوري، ونائب الرئيس السوري..
- 28 أبريل – هالة شوكت (مواليد 1930) ممثلة سورية.